# Hladni krov
Hladni krov ili ventilirani krov je naziv za vrstu krovne konstrukcije koja primjenjujući najosnovnije zakone fizike omogućuje neprekinuto strujanje zraka u sloju između crijepa i krovne konstrukcije. Ovom stalnom izmjenom zraka odvodi se vodena para iz objekta i smanjuje temperatura zraka koja od zagrijavanja crijepa može poprimiti iznose i do 70 ºC, čime se bitno povećava učinak toplinske izolacije i postižu mnogo ugodniji uvjeti života u potkrovlju.
Prosječna količina vodene pare koja se dnevno stvara u četveročlanom domaćinstvu iznosi preko 12 kg - sam boravak ljudi, kupanje, kuhanje, pranje i sušenje rublja, te biljke, veliki su izvori vlage koja u sve kvalitetnije izoliranim objektima teško pronalazi izlaz prema van. Sitne molekule vodene pare difuzijom će naći svoj put kroz zidove i strop te će, ako pritom naiđu na hladni i paronepropusni materijal, doći do kondenzacije i taloženja vode u izolaciji i drvenoj konstrukciji krovišta. Zato krovovi, pogotovo oni s uređenim stambenim potkrovljem, moraju biti ventilirani.
Za hladni krov izuzetno je važno da vanjska boja krova bude što svjetlija, kako bi se dobar dio Sunčeve svjetlosti reflektirao. Tamni krovovi mogu biti za sunčanih dana i preko 20 ºC topliji od svjetlijih. 

## Kako se izvodi hladan krov
Uz gotove elemente krovne opreme specijalno namijenjene ventiliranju krovišta koje danas nude najveći proizvođači pokrova, hladan krov nameće se sam od sebe kao najlogičnije i za vlasnika uvijek najpovoljnije rješenje.
Postavljeni rogovi prekrivaju se paropropusnom folijom koja uz to i dodatno štiti potkrovlje svojom vodonepropusnošću. Najkvalitetnije izvedbe folija se zbog svojih svojstava mogu postaviti i na daščanu oplatu ili izravno na rogove i toplinsku izolaciju. Visoke tehničke vrijednosti koje postižu takve folije kako što se tiče difuzije vodene pare, vodonepropusnosti, mehaničke otpornosti i ostalog jamac su zdravog i sigurnog krova, a zbog jednostavne manipulacije olakšava se posao krovopokrivačima. Tzv. kontraletve, dimenzija 5 x 5 cm postavljaju se preko folije uzdužno po rogovima i po njima se izvodi uobičajeno letvanje za polaganje crijepa. 
Elementi krovne opreme omogućuju ulazak i izlazak zraka u sloj za prozračivanje (crijep zračnik, traka zračnik), a elementi za suhu izvedbu sljemena osiguravaju dodatno prozračivanje ovog dijela krovne konstrukcije koji se tradicionalno postavljao u mort ili maltu. Na taj se način upotrebom krovne opreme za ventiliranje krovišta vrlo jednostavno i brzo može izgradili hladni krov i time fizikalne zakone, koji su do tada bili naš neprijatelj okrenuli u svoju korist, a stanaru omogućili ugodan boravak.